# Min izāmō
Min izāmō ist die Nationalhymne der Liven. 
Den Text verfasste Kōrli Stalte (1870–1947), ein Dichter aus Kurland, auf die Melodie von Fredrik Pacius, nach der auch die finnische und estnische Nationalhymne gesungen werden. Es ist in livischer Sprache geschrieben. Übersetzt heißt der Titel: „Mein Vaterland“.

## Livischer Text
Min izāmō, min sindimō,

ūod ārmaz rānda sa,

kus rāndanaigās kazābõd

vel vanād, vizād piedāgõd.

Min ārmaz īlmas ūod set sa,

min tõurõz izāmō!

Min izāmō, min sindimō,

ūod ārmaz rānda sa,

kus lāinõd mierstõ vīerõbõd

un rāndan sūdõ āndabõd.

Min ārmaz īlmas ūod set sa,

min tõurõz izāmō!

Min izāmō, min sindimō,

ūod ārmaz rānda sa,

kus jelābõd īd kalāmīed,

kis mīer pǟl ātõ pǟvad īed.

Min ārmaz īlmas ūod set sa,

min tõurõz izāmō!

Min izāmō, min sindimō,

ūod ārmaz rānda sa,

kus kūltõb um vel pivā ēļ

- min amā ārmaz rāndakēļ.

Min ārmaz īlmas ūod set sa,

min tõurõz izāmō!

## Deutscher Text
Mein Vaterland, Land meiner Geburt,

Du bist die geliebte Küste,

Wo am Strande wachsen

Noch alte, kräftige Kiefern.

Meine einzige Liebe auf der Welt bist du,

Mein teures Vaterland

Mein Vaterland, Land meiner Geburt,

Du bist die geliebte Küste,

Wo Wellen sich vom Meere flüchten

Und den Strand küssen.

Meine einzige Liebe auf der Welt bist du,

Mein teures Vaterland. 

Mein Vaterland, Land meiner Geburt,

Du bist die geliebte Küste,

Wo nur Fischer leben,

Die auf dem Meere sind Tag und Nacht.

Meine einzige Liebe auf der Welt bist du,

Mein teures Vaterland.

Mein Vaterland, Land meiner Geburt,

Du bist die geliebte Küste,

Wo noch die Heilige Sprache hörbar ist

- mein über alles geliebtes Livisch

Meine einzige Liebe auf der Welt bist du,

Mein teures Vaterland.